# MSC Seaview
 (juillet 2016).
Si vous disposez d'ouvrages ou d'articles de référence ou si vous connaissez des sites web de qualité traitant du thème abordé ici, merci de compléter l'article en donnant les références utiles à sa vérifiabilité et en les liant à la section « Notes et références ».
Le MSC Seaview est un navire de croisière, construit aux chantiers de Fincantieri de Monfalcone en Italie.
Le MSC Seaview est le deuxième paquebot de la classe Seaside en 2018 après son navire jumeau, le MSC Seaside.

## Histoire
En mai 2014, MSC Croisières commande deux navires de type "Seaside" (+1 en option) aux chantiers de Fincantieri de Monfalcone. Cette commande fait suite à celle de la classe Meraviglia aux Chantiers de l'Atlantique STX France de Saint-Nazaire, en effet, un mois après la commande de la classe Meraviglia où le chantier de Monfalcone était en concurrence avec celui de Saint-Nazaire, MSC Croisières décida de commander deux paquebots à Monfalcone, dans l'objectif de doubler sa flotte en 10 ans. Les Seaside auront une architecture différente des paquebots actuels afin de proposer plus d'espaces extérieur aux passagers.
La construction a débuté en 2017.
La livraison a eu lieu le lundi 4 juin 2018, pour une inauguration le 9 juin à Gênes. Son exploitation commerciale débute le 10 juin pour une saison en Méditerranée.

## Caractéristiques
Le MSC Seaview dispose de plusieurs nouveautés également présentes sur le MSC Seaside (certaines ne sont pas encore dévoilées) par rapport aux précédents navires :
- Un Aquapark
- Un espace thermal complet (sauna, hammam, salon de beauté, solarium, salon de coiffure

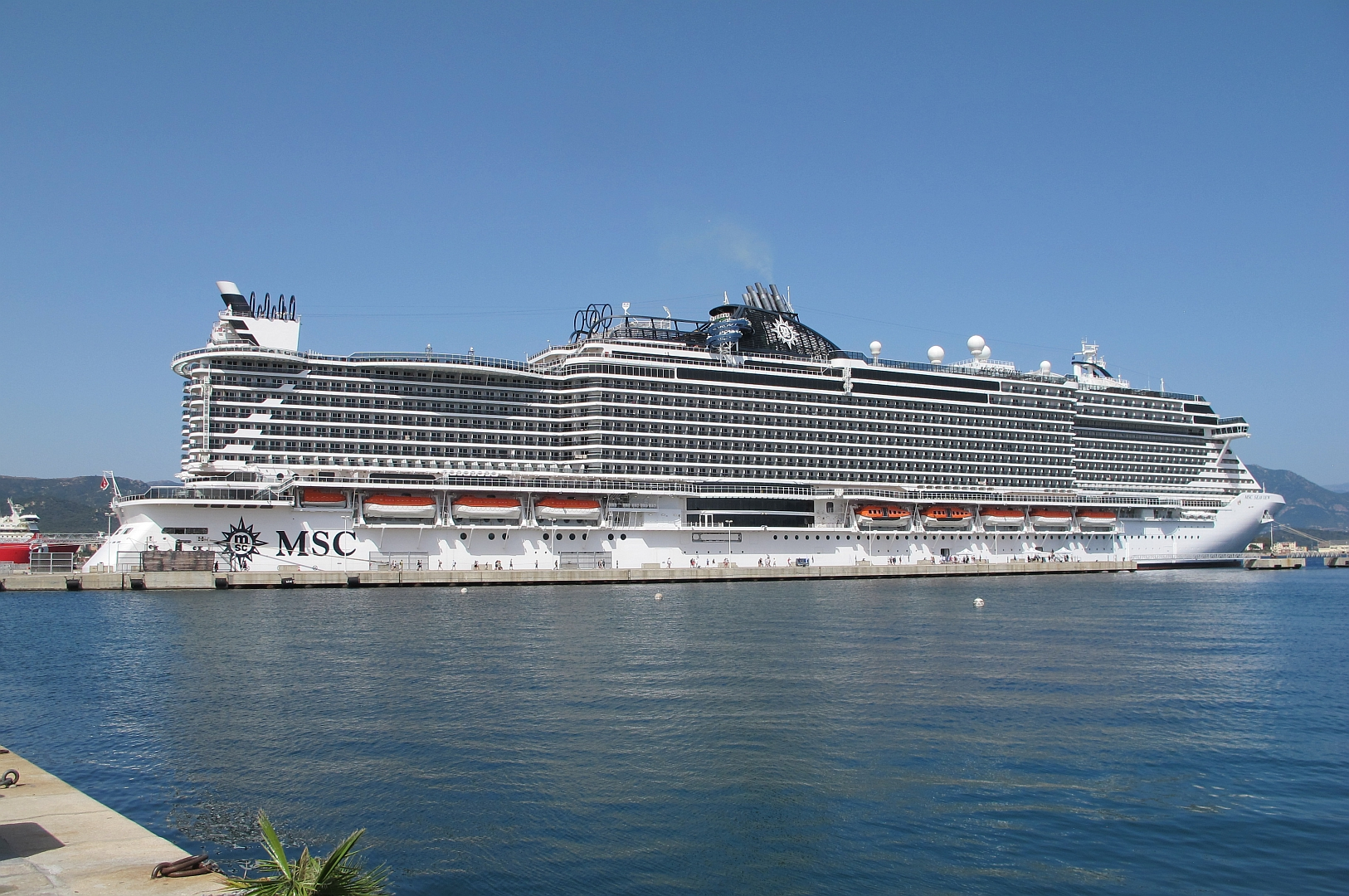
Au port d'Ajaccio en 2019.
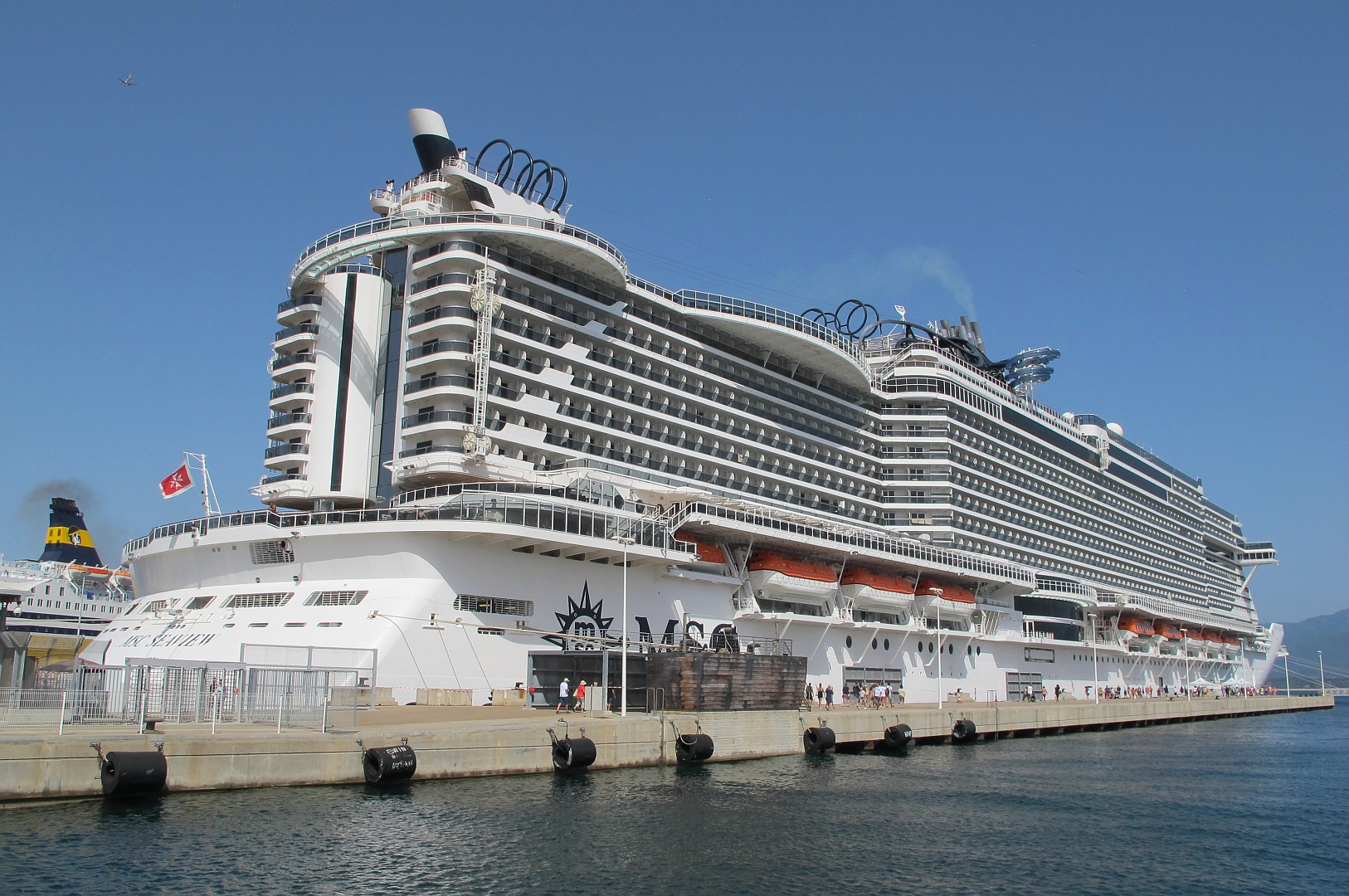
Vue de la poupe du navire.